# Из лучших побуждений
«Из лучших побуждений» (Время поджимает, англ. Press for Time) — кинокомедия 1966 года с участием Нормана Уиздома.

## Сюжет
Норман Шилдс (Норман Уиздом) — скромный продавец газет на одной из лондонских улиц. Этим, естественно, недоволен его дедушка — премьер-министр, который решает отправить своего внука в провинциальный Тинмут (в фильме обозначен как Tinmouth, данное название омофонично реальном существующему городу Teignmouth, где велись съёмки) в качестве репортёра местной газеты, руководимой майором Бартлеттом (Дерек Бонд), депутатом от консервативной партии. Прибыв на место, Норман неожиданно для себя оказывается в центре скандала и борьбы за власть между местными партийными группировками.

## В ролях
- Норман Уиздом — Норман Шилдс / Эмили, суфражистка, мать Нормана Шилдса / Уилфрид, премьер-министр Великобритании, дед Нормана Шилдса
- Дерек Бонд — майор Бартлетт
- Дерек Фрэнсис — олдермэн Эрнест Коркоран
- Анджела Браун — Элеанора Лэмптон
- Трейси Крисп — Руби Фэйрчайлд
- Аллан Катбертсон — главный прокурор Баллард
- Ноэл Дайсон — мэр миссис Коркоран
- Фрэнсис Уайт — Лиз Коркоран
- Питер Джонс — фотограф Робин Уиллоуби
- Дэвид Лодж — мистер Росс, редактор «Tinmouth Times»
- Стэнли Анвин — мистер Ноттидж, городской клерк
- Фрэнсис Уайт — Лиз Коркоран
- Майкл Бальфур — сантехник
- Тони Селби — Гарри Маршалл, репортёр «County Chronicle»
- Имоджен Хассалл — суфражистка (в титрах не указана)

В советском дубляже роли Нормана Уиздома озвучил Лев Дуров.